# Michele Cevoli
Michele Cevoli (ur. 22 lipca 1998 w Borgo Maggiore) – sanmaryński piłkarz włoskiego pochodzenia występujący na pozycji obrońcy w AC Juvenes/Dogana oraz w reprezentacji San Marino.

## Kariera klubowa
Wychowanek akademii piłkarskiej klubu San Marino Calcio. Latem 2016 roku wypożyczono go na jeden sezon do włoskiego klubu ASD Savignanese (Eccellenza Emilia-Romagna). 4 września 2017 zanotował pierwszy występ na poziomie seniorskim przeciwko Granamica ASD, zakończony zwycięstwem 1:0. W sezonie 2016/17 rozegrał ogółem 16 ligowych spotkań. Po powrocie do San Marino Calcio został przed sezonem 2017/18 włączony do składu pierwszego zespołu i rozpoczął występy na poziomie Serie D. W 2018 i 2019 roku znalazł się w gronie nominowanych przez FSGC do nagrody Golden Boy, przyznawanej najlepszemu sanmaryńskiemu piłkarzowi do lat 23.
Latem 2019 roku Cevoli został zawodnikiem klubu Cattolica Calcio SM, powstałego na licencji rozwiązanego San Marino Calcio. Nie rozegrawszy żadnego ligowego meczu, w styczniu 2020 roku przeszedł on do SS Pennarossa. 26 stycznia tegoż roku zadebiutował w Campionato Sammarinese w przegranym 0:4 meczu przeciwko FC Domagnano. W rundzie wiosennej sezonu 2019/20 zanotował łącznie 4 występy. W lipcu 2020 roku przeszedł do AC Juvenes/Dogana.

## Kariera reprezentacyjna
W latach 2013–2014 Cevoli zanotował łącznie 6 meczów w reprezentacji San Marino U-17, podczas dwóch kampanii kwalifikacyjnych do Mistrzostw Europy. Jego debiut w międzynarodowych rozgrywkach miał miejsce 17 października 2013 w przegranym 1:3 meczu przeciwko Gruzji U-17 w Tbilisi. W 2015 roku wystąpił trzykrotnie w kadrze U-19 w turnieju eliminacyjnym do Mistrzostw Europy 2016. W latach 2016–2020 zaliczył 14 spotkań w reprezentacji U-21, grając w kwalifikacjach do trzech turniejów o Mistrzostwo Europy U-21.
W lutym 2017 roku otrzymał od Pier Angelo Manzaroliego pierwsze powołanie do seniorskiej reprezentacji San Marino na towarzyski mecz przeciwko Andorze (0:2), w którym nie wystąpił. 31 maja 2017 zagrał w nieoficjalnym spotkaniu z Włochami w Empoli (0:8), w którym strzelił bramkę samobójczą. 4 września 2017 oficjalnie zadebiutował w drużynie narodowej w przegranym 1:5 meczu z Azerbejdżanem w eliminacjach Mistrzostw Świata 2018, w którym również strzelił gola samobójczego.

## Życie prywatne
Syn piłkarza i trenera Roberto Cevoliego.